# كأس اليونان 1988–89
كأس اليونان 1988–89 (باليونانية: Κύπελλο Ελλάδος ποδοσφαίρου ανδρών 1988-89)‏ هو الموسم 47 من كأس اليونان. أشرف على تنظيمه الاتحاد الإغريقي لكرة القدم، وكان عدد الأندية المشاركة فيه 52، وفاز فيه باناثينايكوس.